# Anna Holmlund
Anna Ida Holmlund (* 3. Oktober 1987 in Sundsvall) ist eine ehemalige schwedische Freestyle-Skierin. Sie war auf die Disziplin Skicross spezialisiert. In den Saisons 2010/11, 2014/15 und 2015/16 entschied sie die Weltcup-Disziplinenwertung für sich.

## Werdegang
Neben dem Skifahren zeigte Holmlund in ihrer Jugend auch als Fußballspielerin Talent. Sie spielte mehrere Jahre für den Sundsvalls DFF in der Division 1, der zweithöchsten Liga Schwedens. 2009 beschloss sie, sich ganz dem Skicross zu widmen. Ihr Debüt im Freestyle-Weltcup hatte sie am 10. Januar 2009 mit dem 28. Platz in Les Contamines. Zwei Monate später verbesserte sie sich in Hasliberg auf den fünften Platz.
Der endgültige Durchbruch gelang Holmlund in der Saison 2009/10. Sie feierte am 21. Dezember 2009 in Innichen ihren ersten Weltcupsieg und konnte am darauf folgenden Tag diesen Erfolg wiederholen. Vor den Olympischen Winterspielen 2010 gehörte sie deshalb zum Favoritenkreis. Beim olympischen Rennen in Cypress Mountain erreichte sie den 6. Platz. Zum Ende der Saison gelangen ihr zwei weitere Weltcupsiege. Zu Beginn der Saison 2010/11 gelangen Holmlund zwei Weltcupsiege und ein dritter Platz, womit sie zu den Favoritinnen für die Weltmeisterschaft 2011 gehörte: In Deer Valley gewann sie die Bronzemedaille. Nach der WM setzte Holmlund ihre Siegesserie mit drei weiteren Erfolgen fort und entschied erstmals die Skicross-Disziplinenwertung für sich.
Während der gesamten Saison 2011/12 musste Holmlund verletzungsbedingt pausieren. Im darauf folgenden Winter 2012/13 war ein zweiter Platz ihr bestes Ergebnis, hinzu kamen zwei dritte Plätze. Ein weiter dritter Platz gelang ihr in der Weltcupsaison 2013/14. Bei den Olympischen Winterspielen 2014 in Sotschi gewann sie die Bronzemedaille. In der Saison 2014/15 gewann Holmlund drei Weltcuprennen, weitere vier Mal stand sie auf dem Podest. Dadurch sicherte sie sich zum zweiten Mal den Sieg in der Disziplinenwertung, während sie in der Gesamtwertung mit knappen Rückstand den zweiten Platz belegte. Hingegen verliefen die Weltmeisterschaften 2015 am Kreischberg nicht erfolgreich. In der Saison 2015/16 verteidigte sie ihren Titel in der Skicross-Weltcupwertung erfolgreich. Sie gewann fünf Rennen, wurde viermal Zweite und einmal Dritte; das schlechteste Ergebnis war ein fünfter Platz.
Am 19. Dezember 2016 kam Holmlund beim Training auf der Strecke in Innichen schwer zu Sturz. Sie erlitt Hirnblutungen, wurde in Bozen operiert und lag bis Mai 2017 im Koma. Eine Rückkehr in den Skisport wurde damals ausgeschlossen. Sie konnte das Krankenhaus verlassen und wird seither zuhause in Sundsvall von ihrem Vater betreut. Ende Oktober 2017 trat sie im Rollstuhl sitzend erstmals wieder in der Öffentlichkeit auf.
Ein Lager für Rehabilitation in Spanien war ihrer Ansicht nach das beste Lager oder die beste Reha, die sie bisher besucht hatte, dennoch wurde ihr Gesuch um Kostenrückerstattung vor Gericht abgelehnt, nota bene obwohl andere Patienten auch aus Schweden, aber aus anderen Regionen, eine Rückerstattung erhalten haben.
Auch ihr Partner Victor Öhling Norberg ist als Skicross-Profi aktiv.

## Erfolge

### Olympische Spiele
- Vancouver 2010: 6. Skicross
- Sotschi 2014: 3. Skicross

### Weltmeisterschaften
- Deer Valley 2011: 3. Skicross
- Kreischberg 2015: 9. Skicross

### Weltcupwertungen
| Saison  | Gesamt | Gesamt | Skicross | Skicross |
| Saison  | Platz  | Punkte | Platz    | Punkte   |
| ------- | ------ | ------ | -------- | -------- |
| 2008/09 | 73.    | 11     | 19.      | 111      |
| 2009/10 | 9.     | 47     | 3.       | 522      |
| 2010/11 | 4.     | 61     | 1.       | 672      |
| 2012/13 | 49.    | 24     | 13.      | 245      |
| 2013/14 | 50.    | 23     | 13.      | 256      |
| 2014/15 | 2.     | 74,09  | 1.       | 815      |
| 2015/16 | 2.     | 81,25  | 1.       | 975      |
| 2016/17 | 74.    | 18,08  | 16.      | 235      |

### Weltcupsiege
Holmlund errang im Weltcup 33 Podestplätze, davon 19 Siege:
| Datum             | Ort            | Land        |
| ----------------- | -------------- | ----------- |
| 21. Dezember 2009 | Innichen       | Italien     |
| 22. Dezember 2009 | Innichen       | Italien     |
| 14. März 2010     | Hasliberg      | Schweiz     |
| 20. März 2010     | Sierra Nevada  | Spanien     |
| 18. Dezember 2010 | Innichen       | Italien     |
| 29. Januar 2011   | Grasgehren     | Deutschland |
| 6. März 2011      | Hasliberg      | Schweiz     |
| 13. März 2011     | Branäs         | Schweden    |
| 19. März 2011     | Myrkdalen-Voss | Norwegen    |
| 15. Februar 2015  | Åre            | Schweden    |
| 22. Februar 2015  | Tegernsee      | Deutschland |
| 13. März 2015     | Megève         | Frankreich  |
| 14. März 2015     | Megève         | Frankreich  |
| 11. Dezember 2015 | Val Thorens    | Frankreich  |
| 12. Dezember 2015 | Val Thorens    | Frankreich  |
| 16. Januar 2016   | Watles         | Italien     |
| 13. Februar 2016  | Idre Fjäll     | Schweden    |
| 4. März 2016      | Arosa          | Schweiz     |
| 10. Dezember 2016 | Val Thorens    | Frankreich  |

### Weitere Erfolge
- 2 Podestplätze im Europacup, davon 1 Sieg
- 3 schwedische Meistertitel (2009, 2010 und 2011)